# Ambloplites
Ambloplites (Rafinesque, 1820) è un genere di pesci ossei d'acqua dolce appartenente alla famiglia Centrarchidae diffuso in Nordamerica.

## Distribuzione e habitat
Il genere è endemico della parte orientale dell'America settentrionale.

## Tassonomia
Al genere appartengono 4 specie:
- Ambloplites ariommus
- Ambloplites cavifrons
- Ambloplites constellatus
- Ambloplites rupestris